# The Best of New Order
The Best of New Order, также (the best of) New Order (рус. «Лучшее New Order») — альбом-компиляция британской рок-группы New Order, вышедший в 1994 году. Пластинка является первым сборником «лучшего» из творчества группы и содержит хиты и известные песни. В британском хит-параде альбом занял 4-е место.

## Обзор
В 1993 году New Order выпустили Republic — первый альбом на новом лейбле London Records (концерн Warner), — после чего группа прекратила свою совместную деятельность. В свете этого, лейблом было решено выпустить сборники как New Order, так Joy Division (см. Permanent). В рамках маркетинговой кампании London Records были заново смикшированы несколько песен («True Faith», «Bizarre Love Triangle», «1963»), а также подготовлены два ремикса Артура Бейкера («Let’s Go» и «1963-95»). Кроме того, был выпущен одноимённый видеосборник всех клипов группы. В 1995 году в аналогичном стиле вышел сборник The Rest of New Order, который содержал ремиксы 1987—1995 гг.
Несмотря на то что New Order выпускали пластинки с 1981 года, самая ранняя песня на сборнике — это «Thieves Like Us» 1984 года. Большинство песен представлено в коротких версиях 7-дюймовых синглов или специальных радиомиксов. The Best of New Order стал первым альбомом New Order, на котором появились такие песни как «Touched by the Hand of God» (1987), «Blue Monday-88» (1988) и «World in Motion» (1990; единственный хит № 1 у New Order). Предыдущий сборник группы — Substance 1987 года — содержал полные версии всех синглов группы 1981—1987 гг. Единственный трек из The Best of New Order, который не издавался на сингле — «Vanishing Point» с альбома Technique. Группа собиралась выпустить её вторым синглом с альбома, однако под давлением главы Factory Records Тони Уилсона вместо неё была выпущена песня «Round & Round».
В 1995 году в США на Qwest Records вышла несколько изменённый вариант «The Best of New Order». Из него были исключены треки «The Perfect Kiss», «Shellshock» and «Thieves Like Us», чтобы данный сборник не дублировался с предыдущем сборником группы, Substance. Вместо данных песен были добавлены треки «Dreams Never End» с альбома Movement, «Age of Consent» с Power, Corruption & Lies и «Love Vigilantes» с Low-Life. Кроме того, на американской версии издана также песня «Let's Go (Nothing for Me)».

## Обложка
Обложка альбома оформлена дизайнерской фирмой Питера Сэвилла. Благодаря его увлечению типографикой и неприятию словосочетания «the best of», название сборника на обложке выглядит как «(the best of) New Order», напечатанное под деформированным вопросительным знаком. Американская версия сборника вышла в слегка изменённой цветовой гамме. Текст к буклету написан Полом Морлеем.

## Список композиций
Все песни написаны New Order, за исключением особо отмеченных.
| №   | Название                                                    | Автор(ы)                | Длительность |
| --- | ----------------------------------------------------------- | ----------------------- | ------------ |
| 1.  | «True Faith-94»                                             | New Order, Стивен Хейг  | 5:34         |
| 2.  | «Bizarre Love Triangle-94»                                  |                         | 3:54         |
| 3.  | «1963-94»                                                   | New Order, Стивен Хейг  | 3:46         |
| 4.  | «Regret»                                                    | New Order, Стивен Хейг  | 4:08         |
| 5.  | «Fine Time»                                                 |                         | 3:08         |
| 6.  | «The Perfect Kiss»                                          |                         | 4:49         |
| 7.  | «Shellshock»                                                | New Order, Джон Роби    | 4:23         |
| 8.  | «Thieves Like Us»                                           | New Order, Артур Бейкер | 6:36         |
| 9.  | «Vanishing Point»                                           |                         | 5:14         |
| 10. | «Run 2» (Опечатка: на самом деле оригинальная версия «Run») |                         | 4:29         |
| 11. | «Round & Round-94»                                          |                         | 4:00         |
| 12. | «World (The Price of Love)»                                 | New Order, Стивен Хейг  | 3:38         |
| 13. | «Ruined in a Day»                                           | New Order, Стивен Хейг  | 3:57         |
| 14. | «Touched by the Hand of God»                                |                         | 3:42         |
| 15. | «Blue Monday-88»                                            |                         | 4:07         |
| 16. | «World in Motion»                                           | New Order, Кит Аллен    | 4:30         |

| №   | Название                             | Автор(ы)               | Длительность |
| --- | ------------------------------------ | ---------------------- | ------------ |
| 1.  | «Let's Go (Nothing for Me)»          |                        | 4:02         |
| 2.  | «Dreams Never End»                   |                        | 3:11         |
| 3.  | «Age of Consent»                     |                        | 5:13         |
| 4.  | «Love Vigilantes»                    |                        | 4:18         |
| 5.  | «True Faith-94»                      | New Order, Стивен Хейг | 4:27         |
| 6.  | «Bizarre Love Triangle-94»           |                        | 3:54         |
| 7.  | «1963-95» (Arthur Baker Radio Remix) | New Order, Стивен Хейг | 4:02         |
| 8.  | «Fine Time»                          |                        | 3:08         |
| 9.  | «Vanishing Point»                    |                        | 5:14         |
| 10. | «Run»                                |                        | 4:28         |
| 11. | «Round & Round-94»                   |                        | 4:00         |
| 12. | «Regret»                             | New Order, Стивен Хейг | 4:08         |
| 13. | «World»                              | New Order, Стивен Хейг | 3:38         |
| 14. | «Ruined in a Day»                    | New Order, Стивен Хейг | 4:22         |
| 15. | «Touched by the Hand of God»         |                        | 3:41         |
| 16. | «Blue Monday-88»                     |                        | 4:07         |
| 17. | «World in Motion»                    | New Order, Кит Аллен   | 4:29         |

## Альбомные синглы
- True Faith-94 (ноябрь 1994)
- Nineteen63 (январь 1995)

## Видеосборник
1. «True Faith-94»
2. «Regret»
3. «Run»
4. «Bizarre Love Triangle»
5. «Fine Time»
6. «The Perfect Kiss»
7. «Shellshock»
8. «Confusion»
9. «Blue Monday-88»
10. «Round & Round-94»
11. «World»
12. «Ruined in a Day»
13. «State of the Nation»
14. «Touched by the Hand of God»
15. «World in Motion»
16. «Spooky»
17. «True Faith»
18. «Round & Round» (Patti Version)

## Позиции в хит-парадах
Еженедельные чарты:
| Чарт (1994)             | Высшая позиция |
| ----------------------- | -------------- |
| Канада (RPM 100 Albums) | 23             |

Годовые чарты:
| Чарт (1994)          | Позиция |
| -------------------- | ------- |
| Великобритания (OCC) | 39      |